# Pityocera cervus
Pityocera cervus är en tvåvingeart som först beskrevs av Christian Rudolph Wilhelm Wiedemann 1828.  Pityocera cervus ingår i släktet Pityocera och familjen bromsar. Inga underarter finns listade i Catalogue of Life.